# فرودگاه تک‌بانده کراولی رنچ
فرودگاه تک‌بانده کراولی رنچ (به انگلیسی: Crowley Ranch Airstrip) یک فرودگاه خصوصی است که یک باند فرود شن دارد و طول باند آن ۷۶۲ متر است. این فرودگاه در شهر کراولی، اورگن کشور ایالات متحده آمریکا قرار دارد و در ارتفاع ۱۲۵۸ متری از سطح دریا واقع شده‌است.